# Olympische Sommerspiele 2024/Handball/Qualifikation
Für die olympischen Handballturniere 2024 in Paris qualifizierten sich sowohl bei den Männern als auch bei den Frauen zwölf Mannschaften. Der französischen Delegation stand als Gastgeber bei Frauen und Männern jeweils ein Startplatz zu. Weitere fünf NOK qualifizierten sich über die jeweilige Weltmeisterschaft sowie über kontinentale Meisterschaften und Turniere, die sechs anderen Quotenplätze wurden über Qualifikationsturniere im Frühjahr 2024 vergeben, bei denen Nationen aufgrund ihrer Ergebnisse bei der Weltmeisterschaft 2023 startberechtigt waren.

## Übersicht Männer und Frauen
| Nation          | Männer | Frauen | Quotenplätze |
| --------------- | ------ | ------ | ------------ |
| Ägypten         | X      |        | 1            |
| Angola          |        | X      | 1            |
| Argentinien     | X      |        | 1            |
| Brasilien       |        | X      | 1            |
| Dänemark        | X      | X      | 2            |
| Deutschland     | X      | X      | 2            |
| Frankreich      | X      | X      | 2            |
| Japan           | X      |        | 1            |
| Kroatien        | X      |        | 1            |
| Niederlande     |        | X      | 1            |
| Norwegen        | X      | X      | 2            |
| Schweden        | X      | X      | 2            |
| Slowenien       | X      | X      | 2            |
| Spanien         | X      | X      | 2            |
| Südkorea        |        | X      | 1            |
| Ungarn          | X      | X      | 2            |
| Gesamt: 16 NOKs | 12     | 12     | 24           |

## Männer

### Übersicht
| Qualifikationswettbewerb          | Datum                          | Ort               | Plätze | Qualifizierte Teams |
| --------------------------------- | ------------------------------ | ----------------- | ------ | ------------------- |
| Gastgeber                         | 13. September 2017             | Lima              | 1      | Frankreich          |
| Weltmeisterschaft 2023            | 12. – 29. Januar 2023          | Polen Schweden    | 1      | Dänemark            |
| Panamerikanische Spiele 2023      | 30. Oktober – 4. November 2023 | Santiago de Chile | 1      | Argentinien         |
| Asiatisches Qualifikationsturnier | 18. – 28. Oktober 2023         | Doha              | 1      | Japan               |
| Europameisterschaft 2024          | 10. – 28. Januar 2024          | Deutschland       | 1      | Schweden            |
| Afrikameisterschaft 2024          | 18. – 28. Januar 2024          | Ägypten           | 1      | Ägypten             |
| Olympiaqualifikationsturnier 1    | 14. – 17. März 2024            | Granollers        | 2      | Spanien             |
| Olympiaqualifikationsturnier 1    | 14. – 17. März 2024            | Granollers        | 2      | Slowenien           |
| Olympiaqualifikationsturnier 2    | 14. – 17. März 2024            | Hannover          | 2      | Kroatien            |
| Olympiaqualifikationsturnier 2    | 14. – 17. März 2024            | Hannover          | 2      | Deutschland         |
| Olympiaqualifikationsturnier 3    | 14. – 17. März 2024            | Tatabánya         | 2      | Norwegen            |
| Olympiaqualifikationsturnier 3    | 14. – 17. März 2024            | Tatabánya         | 2      | Ungarn              |
| Gesamt                            | Gesamt                         | Gesamt            | 12     | 12                  |

#### Weltmeisterschaft 2023
Der Weltmeister erhielt einen Quotenplatz für die Spiele 2024. Folgende Mannschaften hatten sich für das Turnier qualifiziert.
| Gruppe A   | Gruppe B      | Gruppe C  | Gruppe D | Gruppe E    | Gruppe F       | Gruppe G           | Gruppe H |
| ---------- | ------------- | --------- | -------- | ----------- | -------------- | ------------------ | -------- |
| Spanien    | Frankreich    | Schweden  | Island   | Deutschland | Norwegen       | Ägypten            | Dänemark |
| Montenegro | Polen         | Brasilien | Portugal | Katar       | Nordmazedonien | Kroatien           | Belgien  |
| Chile      | Saudi-Arabien | Kap Verde | Ungarn   | Serbien     | Argentinien    | Marokko            | Bahrain  |
| Iran       | Slowenien     | Uruguay   | Südkorea | Algerien    | Niederlande    | Vereinigte Staaten | Tunesien |

|  | Halbfinale | Halbfinale | Halbfinale |  |  | Finale | Finale     | Finale |
|  |            |            |            |  |  |        |            |        |
|  |            |            |            |  |  |        |            |        |
|  |            | Frankreich | 31         |  |  |        |            |        |
|  |            | Schweden   | 26         |  |  |        |            |        |
|  |            |            |            |  |  |        | Frankreich | 29     |
|  |            |            |            |  |  |        | Dänemark   | 34     |
|  |            | Spanien    | 23         |  |  |        |            |        |
|  |            | Dänemark   | 26         |  |  |        |            |        |
|  |            |            |            |  |  |        |            |        |

Zudem wurden bei den Weltmeisterschaften sechs Startplätze für die drei Qualifikationsturniere zu den Olympischen Spielen vergeben. Sie gingen an jene sechs bestplatzierten Mannschaften, die sich nicht direkt für die Olympischen Spiele qualifiziert hatten. Nach der direkten Qualifikation von Schweden (4.) über die Europameisterschaften 2024 und von Ägypten (7.) über die Afrika-Meisterschaften 2024 gingen diese Plätze letztlich an Spanien (3.), Deutschland (5.), Norwegen (6.), Ungarn (8.), Kroatien (9.) und Slowenien (10.).

#### Europameisterschaft 2024
Das Nationale Olympische Komitee (NOK) des Europameisters 2024 qualifizierte sich direkt zur Teilnahme am Handballturnier der Olympischen Spiele 2024. Da Dänemark und Frankreich das Finale bestritten und beide bereits (als Weltmeister 2023 bzw. Olympia-Gastgeber 2024) für Olympia qualifiziert waren, hat sich auf diesem Wege der Sieger des Spiels um Platz 3 (Schweden) direkt qualifiziert.
Für die drei Qualifikationsturniere zu den Olympischen Spielen gingen über die Europameisterschaft weitere zwei Plätze an die NOK der zwei bestplatzierten Mannschaften der Europameisterschaft, die nicht anderweitig für die Olympischen Spiele oder die Qualifikationsturnieren startberechtigt waren. Diese Plätze gingen letztlich an Portugal (7.) und Österreich (8.), da alle davor platzierten Teams bereits qualifiziert waren.

#### Qualifikationsturniere
Sechs Quotenplätze wurden in drei olympischen Qualifikationsturnieren vergeben, für die sich die NOK über die Platzierung bei der Weltmeisterschaft 2023 oder Kontinentalturniere 2023 und 2024 qualifizierten. Es qualifizierten sich dann jeweils die zwei bestplatzierten Teams jedes Turniers für die Olympischen Sommerspiele 2024.
| Qualifikationsturnier 1 | Qualifikationsturnier 2 | Qualifikationsturnier 3 |
| --- | --- | --- |
| - Spanien (Platz 3 Weltmeisterschaft 2023) - Slowenien (Platz 10 Weltmeisterschaft 2023) - Bahrain (Platz 2 Asiatisches Qualifikationsturnier) - Brasilien (Platz 2 Panamerikanische Spiele 2023) | - Deutschland (Platz 5 Weltmeisterschaft 2023) - Kroatien (Platz 9 Weltmeisterschaft 2023) - Algerien (Platz 2 Afrikameisterschaft 2024) - Österreich (Platz 8 Europameisterschaft 2024) | - Norwegen (Platz 6 Weltmeisterschaft 2023) - Ungarn (Platz 10 Weltrangliste) - Portugal (Platz 7 Europameisterschaft 2024) - Tunesien (Platz 3 Afrikameisterschaft 2024) |

##### Qualifikationsturnier 1
Austragungsort:  Palau d’Esports de Granollers (Granollers, Spanien)
| Pl. | Land      | Sp. | S | U | N | Tore    | Diff. | Punkte |
| --- | --------- | --- | - | - | - | ------- | ----- | ------ |
| 1.  | Spanien   | 3   | 3 | 0 | 0 | 099:750 | +24   | 6      |
| 2.  | Slowenien | 3   | 2 | 0 | 1 | 081:840 | −3    | 4      |
| 3.  | Brasilien | 3   | 1 | 0 | 2 | 077:790 | −2    | 2      |
| 4.  | Bahrain   | 3   | 0 | 0 | 3 | 077:960 | −19   | 0      |

| Datum         | Uhrzeit | Begegnung | Begegnung | Ergebnis      | Zuschauer |
| ------------- | ------- | --------- | --------- | ------------- | --------- |
| 14. März 2024 | 21:00   | Slowenien | Brasilien | 27:26 (13:12) | [4]       |
| 14. März 2024 | 18:30   | Spanien   | Bahrain   | 39:27 (18:11) | 2132[5]   |
| 15. März 2024 | 18:30   | Brasilien | Bahrain   | 25:24 (14:11) | [6]       |
| 15. März 2024 | 21:00   | Spanien   | Slowenien | 32:22 (20:13) | 5500[7]   |
| 17. März 2024 | 15:15   | Bahrain   | Slowenien | 26:32 (12:17) | [8]       |
| 17. März 2024 | 17:45   | Spanien   | Brasilien | 28:26 (14:14) | 5920[9]   |
Quelle: Olympisches Qualifikationsturnier auf ihf.info

##### Qualifikationsturnier 2
Austragungsort:  ZAG-Arena (Hannover, Deutschland)
| Pl. | Land        | Sp. | S | U | N | Tore     | Diff. | Punkte |
| --- | ----------- | --- | - | - | - | -------- | ----- | ------ |
| 1.  | Kroatien    | 3   | 3 | 0 | 0 | 0102:800 | +22   | 6      |
| 2.  | Deutschland | 3   | 2 | 0 | 1 | 0105:930 | +12   | 4      |
| 3.  | Österreich  | 3   | 1 | 0 | 2 | 0101:950 | +6    | 2      |
| 4.  | Algerien    | 3   | 0 | 0 | 3 | 076:1160 | −40   | 0      |

| Datum         | Uhrzeit | Begegnung   | Begegnung   | Ergebnis |
| ------------- | ------- | ----------- | ----------- | -------- |
| 14. März 2024 | 17:45   | Deutschland | Algerien    | 41:29    |
| 14. März 2024 | 20:15   | Kroatien    | Österreich  | 35:29    |
| 16. März 2024 | 14:30   | Deutschland | Kroatien    | 30:33    |
| 16. März 2024 | 17:30   | Algerien    | Österreich  | 26:41    |
| 17. März 2024 | 14:10   | Österreich  | Deutschland | 31:34    |
| 17. März 2024 | 16:45   | Kroatien    | Algerien    | 34:22    |
Quelle: Qualifikationsturnier auf ihf.info

##### Qualifikationsturnier 3
Austragungsort:  Tatabánya, Ungarn
| Pl. | Land     | Sp. | S | U | N | Tore     | Diff. | Punkte |
| --- | -------- | --- | - | - | - | -------- | ----- | ------ |
| 1.  | Norwegen | 3   | 3 | 0 | 0 | 0102:780 | +24   | 6      |
| 2.  | Ungarn   | 3   | 2 | 0 | 1 | 088:800  | +8    | 4      |
| 3.  | Portugal | 3   | 1 | 0 | 2 | 093:910  | +2    | 2      |
| 4.  | Tunesien | 3   | 0 | 0 | 3 | 077:1110 | −34   | 0      |

| Datum         | Uhrzeit | Begegnung | Begegnung | Ergebnis |
| ------------- | ------- | --------- | --------- | -------- |
| 14. März 2024 | 18:30   | Norwegen  | Portugal  | 32:29    |
| 14. März 2024 | 21:00   | Ungarn    | Tunesien  | 33:24    |
| 16. März 2024 | 17:00   | Portugal  | Tunesien  | 37:29    |
| 16. März 2024 | 19:30   | Norwegen  | Ungarn    | 29:25    |
| 17. März 2024 | 18:30   | Tunesien  | Norwegen  | 24:41    |
| 17. März 2024 | 21:00   | Ungarn    | Portugal  | 30:27    |
Quelle: Qualifikationsturnier auf ihf.info

##### Beste Torschützen
Renārs Uščins war mit 26 Toren der beste Werfer der drei Turniere. Auf Platz 2 folgte mit 24 Toren Ayoub Abdi, auf Platz 3 mit jeweils 19 Toren Messaoud Berkous und Luís Frade.

##### Beste Torhüter
Bester Torwart der Turniere war Kristian Sæverås mit 16 Paraden und einer Fangquote von 43,2 % der Würfe auf sein Tor. Auf Platz 2 lag Rodrigo Corrales (25 Paraden 41,6 %), auf Platz 3 László Bartucz (28 Paraden, 38,8 %).

## Frauen

### Übersicht
| Qualifikationswettbewerb              | Datum                            | Ort                                 | Plätze | Qualifizierte Teams |
| ------------------------------------- | -------------------------------- | ----------------------------------- | ------ | ------------------- |
| Gastgeber 1                           | 13. September 2017               | Lima                                | 1      | Frankreich          |
| Weltmeisterschaft 2023 2              | 30. November – 17. Dezember 2023 | Dänemark Norwegen Schweden          | 1      | Norwegen            |
| Panamerikanische Spiele 2023 3        | 24. – 29. Oktober 2023           | Santiago de Chile                   | 1      | Brasilien           |
| Asiatisches Qualifikationsturnier 3   | 17. – 23. August 2023            | Japan                               | 1      | Südkorea            |
| Europameisterschaft 2022 3            | 4. – 20. November 2022           | Slowenien Nordmazedonien Montenegro | 1      | Dänemark            |
| Afrikanisches Qualifikationsturnier 3 | 11. – 14. Oktober 2023           | Luanda                              | 1      | Angola              |
| Olympiaqualifikationsturnier 1 4 5    | 11. – 14. April 2024             | Debrecen                            | 2      | Ungarn              |
| Olympiaqualifikationsturnier 1 4 5    | 11. – 14. April 2024             | Debrecen                            | 2      | Schweden            |
| Olympiaqualifikationsturnier 2 4 5    | 11. – 14. April 2024             | Torrevieja                          | 2      | Niederlande         |
| Olympiaqualifikationsturnier 2 4 5    | 11. – 14. April 2024             | Torrevieja                          | 2      | Spanien             |
| Olympiaqualifikationsturnier 3 4 5    | 11. – 14. April 2024             | Neu-Ulm                             | 2      | Deutschland         |
| Olympiaqualifikationsturnier 3 4 5    | 11. – 14. April 2024             | Neu-Ulm                             | 2      | Slowenien           |
| Gesamt                                | Gesamt                           | Gesamt                              | 12     | 12                  |

#### Europameisterschaft 2022
Norwegen als Europameister 2022 stand ein Quotenplatz für die Olympischen Spiele zu. Da die Mannschaft bei der Weltmeisterschaft 2023 ebenfalls aufgrund ihrer Platzierung einen Quotenplatz erhielt, wurde der Platz aus dem kontinentalen Wettbewerb an den Finalisten (Dänemark) vergeben. 2 3
Folgende Mannschaften nahmen an dem Turnier teil:
| Gruppe A | Gruppe B  | Gruppe C       | Gruppe D    |
| -------- | --------- | -------------- | ----------- |
| Norwegen | Dänemark  | Frankreich     | Polen       |
| Ungarn   | Schweden  | Niederlande    | Montenegro  |
| Kroatien | Slowenien | Nordmazedonien | Deutschland |
| Schweiz  | Serbien   | Rumänien       | Spanien     |

|  | Halbfinale | Halbfinale | Halbfinale |  |  | Finale | Finale   | Finale |
|  |            |            |            |  |  |        |          |        |
|  |            |            |            |  |  |        |          |        |
|  |            | Dänemark   | 27         |  |  |        |          |        |
|  |            | Montenegro | 23         |  |  |        |          |        |
|  |            |            |            |  |  |        | Dänemark | 25     |
|  |            |            |            |  |  |        | Norwegen | 27     |
|  |            | Norwegen   | 28         |  |  |        |          |        |
|  |            | Frankreich | 20         |  |  |        |          |        |
|  |            |            |            |  |  |        |          |        |

#### Weltmeisterschaft 2023
Norwegen als Europameister 2022 stand schon ein Quotenplatz für die Olympischen Spiele zu; bei der Weltmeisterschaft 2023 erhielt das norwegische NOK aufgrund der Platzierung (2. Platz hinter dem als Gastgeber qualifizierten Frankreich) einen Quotenplatz. 2

#### Qualifikationsturniere
Sechs Quotenplätze wurden in drei olympischen Qualifikationsturnieren vergeben, für die sich die NOK über die Platzierung bei der Weltmeisterschaft 2023 4 5 qualifizierten.
Die Turniere wurden vom 8. bis 14. April 2024 ausgetragen.
| Qualifikationsturnier 1 | Qualifikationsturnier 2 | Qualifikationsturnier 3 |
| --- | --- | --- |
| - Schweden (Platz 3 Weltmeisterschaft 2023) - Ungarn (Platz 10 Weltmeisterschaft 2023) - Kamerun (Platz 2 Afrikanisches Qualifikationsturnier 2022) - Japan (Platz 2 Asiatisches Qualifikationsturnier) | - Niederlande (Platz 5 Weltmeisterschaft 2023) - Tschechien (Platz 8 Weltmeisterschaft 2023) - Argentinien (Platz 2 Panamerikanische Spiele 2023) - Spanien (Platz 9 Europameisterschaft 2022) | - Deutschland (Platz 6 Weltmeisterschaft 2023) - Montenegro (Platz 7 Weltmeisterschaft 2023) - Slowenien (Platz 8 Europameisterschaft 2022) - Paraguay (Platz 3 Panamerikanische Spiele 2023) |

##### Qualifikationsturnier 1
Austragungsort:  Debrecen, Ungarn
| Pl. | Land                     | Sp. | S | U | N | Tore     | Diff. | Punkte |
| --- | ------------------------ | --- | - | - | - | -------- | ----- | ------ |
| 1.  | Ungarn                   | 3   | 3 | 0 | 0 | 0114:640 | +50   | 6      |
| 2.  | Schweden                 | 3   | 2 | 0 | 1 | 0112:640 | +48   | 4      |
| 3.  | Japan                    | 3   | 1 | 0 | 2 | 099:880  | +11   | 2      |
| 4.  | Vereinigtes Königreich 6 | 3   | 0 | 0 | 3 | 035:1440 | −109  | 0      |

| Datum          | Uhrzeit | Begegnung      | Begegnung      | Ergebnis      |
| -------------- | ------- | -------------- | -------------- | ------------- |
| 11. April 2024 | 15:30   | Ungarn         | Großbritannien | 49:11 (24:6)  |
| 11. April 2024 | 18:00   | Schweden       | Japan          | 35:28 (17:13) |
| 12. April 2024 | 18:00   | Schweden       | Ungarn         | 25:28 (11:15) |
| 12. April 2024 | 20:30   | Japan          | Großbritannien | 43:16 (25:9)  |
| 14. April 2024 | 16:45   | Großbritannien | Schweden       | 8:52 (6:26)   |
| 14. April 2024 | 19:15   | Ungarn         | Japan          | 37:28 (18:11) |

##### Qualifikationsturnier 2
Austragungsort:  Palacio de los Deportes de Torrevieja 'Tavi y Carmona' (Torrevieja, Spanien)
| Pl. | Land        | Sp. | S | U | N | Tore     | Diff. | Punkte |
| --- | ----------- | --- | - | - | - | -------- | ----- | ------ |
| 1.  | Niederlande | 3   | 3 | 0 | 0 | 093:660  | +27   | 6      |
| 2.  | Spanien     | 3   | 2 | 0 | 1 | 083:710  | +12   | 4      |
| 3.  | Tschechien  | 3   | 1 | 0 | 2 | 080:960  | −16   | 2      |
| 4.  | Argentinien | 3   | 0 | 0 | 3 | 078:1010 | −23   | 0      |

| Datum          | Uhrzeit | Begegnung   | Begegnung   | Ergebnis      | Zuschauer    |
| -------------- | ------- | ----------- | ----------- | ------------- | ------------ |
| 11. April 2024 | 18:30   | Tschechien  | Spanien     | 21:31 (10:19) | 2780[14]     |
| 11. April 2024 | 21:00   | Niederlande | Argentinien | 34:22 (19:16) | 0530[15]     |
| 12. April 2024 | 18:30   | Niederlande | Tschechien  | 32:18 (18:6)  | 1240[16]     |
| 12. April 2024 | 21:00   | Argentinien | Spanien     | 23:26 (14:14) | 2500[17][18] |
| 14. April 2024 | 15:30   | Tschechien  | Argentinien | 41:33 (23:16) | 1630[19]     |
| 14. April 2024 | 18:00   | Spanien     | Niederlande | 26:27 (15:15) | 3090[20]     |

##### Qualifikationsturnier 3
Austragungsort:  Ratiopharm-Arena (Neu-Ulm, Deutschland)
| Pl. | Land        | Sp. | S | U | N | Tore    | Diff. | Punkte |
| --- | ----------- | --- | - | - | - | ------- | ----- | ------ |
| 1.  | Deutschland | 3   | 3 | 0 | 0 | 096:690 | +27   | 6      |
| 2.  | Slowenien   | 3   | 2 | 0 | 1 | 087:710 | +16   | 4      |
| 3.  | Montenegro  | 3   | 1 | 0 | 2 | 080:830 | −3    | 2      |
| 4.  | Paraguay    | 3   | 0 | 0 | 3 | 059:990 | −40   | 0      |

| Datum          | Uhrzeit | Begegnung   | Begegnung   | Ergebnis      |
| -------------- | ------- | ----------- | ----------- | ------------- |
| 11. April 2024 | 17:45   | Deutschland | Slowenien   | 31:25 (17:14) |
| 11. April 2024 | 20:15   | Montenegro  | Paraguay    | 30:25 (17:12) |
| 13. April 2024 | 14:15   | Deutschland | Montenegro  | 28:24 (11:7)  |
| 13. April 2024 | 16:45   | Slowenien   | Paraguay    | 32:14 (17:8)  |
| 14. April 2024 | 13:30   | Paraguay    | Deutschland | 20:37 (13:19) |
| 14. April 2024 | 16:00   | Montenegro  | Slowenien   | 26:30 (11:14) |